# The Great Train Robbery (film 1903)
The Great Train Robbery è un film del 1903 scritto, prodotto e diretto da Edwin S. Porter.
È considerato una pietra miliare nella produzione cinematografica in quanto utilizza una serie di tecniche non convenzionali, tra cui il montaggio composito, riprese on-location e frequenti movimenti di cinepresa. Il film è uno dei primi ad utilizzare la tecnica del montaggio incrociato, in cui due scene vengono mostrate in svolgimento simultaneo ma in luoghi diversi.
Divenne uno dei film più popolari fino all'uscita di Nascita di una nazione, ed è oggi considerato da gran parte degli storici del cinema il primo film d'azione americano, uno dei primi blockbuster e il primo western con una "forma riconoscibile".
Nel 1990 fu scelto per la conservazione nel National Film Registry della Biblioteca del Congresso degli Stati Uniti.

## Trama
Due banditi armati irrompono nell'ufficio telegrafico di una stazione ferroviaria, obbligando l'operatore a fermare un treno e ad ordinare al capotreno di rifornire il tender della locomotiva al serbatoio d'acqua della stazione. Dopo aver stordito e legato l'operatore, i due banditi vengono raggiunti da altri due complici, e insieme salgono sul treno in sosta. Due di loro entrano in un vagone, uccidono un impiegato e aprono con la dinamite una scatola piena di denaro che l'impiegato aveva chiuso con un lucchetto subito prima. Nel frattempo gli altri due rapinatori raggiungono la locomotiva, uccidono il fuochista e costringono il macchinista a fermare il treno e scollegare la locomotiva. I banditi poi obbligano i passeggeri a scendere dal treno e li derubano dei loro effetti personali. Uno dei passeggeri tenta di scappare, ma viene immediatamente ucciso. I banditi quindi caricano il loro bottino nella locomotiva e si allontanano con essa, per poi fermarsi in una valle dove avevano lasciato i loro cavalli, sui quali fuggono portandosi dietro la refurtiva.
Nel frattempo, nell'ufficio telegrafico, l'operatore legato si risveglia e cerca di telegrafare utilizzando la bocca e il naso, ma crolla nuovamente. Sua figlia, giunta lì per portargli il pranzo, lo libera dalle corde e lo fa rinvenire buttandogli dell'acqua in faccia. Intanto alcuni agenti di polizia stanno ballando in compagnia di altre persone in una dance hall. Un uomo viene costretto a danzare mentre i poliziotti intorno sparano ai suoi piedi per divertimento. L'uomo fugge spaventato e, nell'allegria generale, irrompe l'operatore che dà l'allarme, al che i poliziotti si precipitano fuori dalla stanza e inseguono i banditi. Uno di essi viene ucciso durante l'inseguimento a cavallo, mentre i tre superstiti, credendo di essere sfuggiti agli inseguitori, si fermano in una vallata boscosa e iniziano a dividersi il bottino. Vengono però raggiunti dalla polizia, che li uccide e recupera la refurtiva. Nell'ultima scena il capo dei banditi ripreso a mezzo busto punta la pistola contro la macchina da presa e spara ripetutamente verso l'obiettivo.

## Produzione
Porter ebbe l'idea di realizzare il film dopo aver girato un documentario pubblicitario della società ferroviaria Delaware - Lackawanna, nel corso del quale capì che il treno poteva essere un'ottima base per un soggetto cinematografico.
Le tecniche utilizzate in The Great Train Robbery furono ispirate da quelle utilizzate nel film inglese di Frank Mottershaw A Daring Daylight Burglary, uscito all'inizio di quell'anno.
Prodotto con un budget di 150 dollari e girato nel novembre 1903 tra gli studi Edison di New York e alcune zone del New Jersey, il film fu proiettato a New York il mese successivo.

## Distribuzione

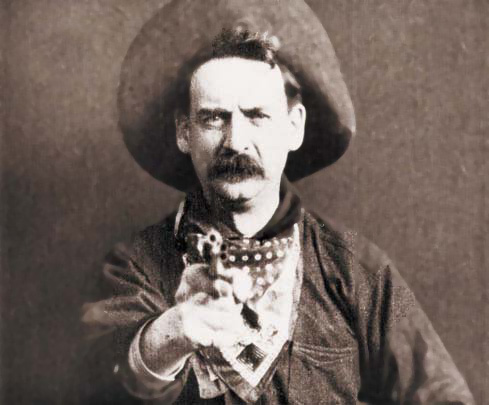
Inquadratura del bandito che spara verso lo spettatore

Alcune copie presentano degli elementi colorati a mano: spari, esplosioni e i vestiti della figlia dell'impiegato, delle donne nella dance hall e del bandito nella scena finale.
La scena del bandito che spara verso la cinepresa, e quindi verso lo spettatore, secondo le indicazioni del Catalogo Edison, poteva essere montata indifferentemente all'inizio o alla fine del film poiché non ha lo scopo di integrarsi con lo sviluppo narrativo dell'azione, ma ha una funzione puramente attrazionale. Era quindi destinata a sorprendere il pubblico: se montata all'inizio poteva valere come anticipazione dell'azione successiva, se montata alla fine era una sorta di minaccioso avvertimento che il cattivo poteva tornare.
In Italia il film è stato trasmesso su Rai 3 nel programma Fuori orario. Cose (mai) viste.

### Edizioni home video
Il 22 febbraio 2005 fu incluso nella raccolta DVD Edison: The Invention of the Movies (uscita solo nell'America del Nord).

## Analisi e tecniche utilizzate
Nel film vengono impiegate svariate tecniche cinematografiche notevoli per l'epoca, a partire dall'esposizione multipla usata per mostrare prima il treno dalla finestra dell'ufficio telegrafico e poi il paesaggio che scorre dal portello aperto del vagone. La ripartenza del treno e la fuga dei banditi nei boschi dopo la rapina vengono riprese con dei movimenti di camera piuttosto d'avanguardia.
La scena sul tetto del treno è girata secondo i "panorami" in movimento dei treni in marcia, già filmati dai fratelli Lumière e da Georges Méliès, come in Panorama pris d'un train en marche. Il fuochista che cade dal treno è sostituito da un manichino con l'effetto dell'arresto della ripresa, come si vede bene dal paesaggio che cambia da un fotogramma all'altro. A differenza della scena nel vagone, in questa il treno va molto lento, anche perché si stava girando su un treno effettivamente in corsa e il kinetografo usato per le riprese era un'apparecchiatura molto ingombrante e pesante, che non doveva essere stato facile assicurare sul tetto.
Da notare anche l'alternarsi di intermezzi leggeri (il passeggero che si scorda sempre di tenere le mani alzate, la scena del ballo) e scene drammatiche (le uccisioni dei funzionari del treno e di un passeggero, che rimane senza vita al centro dell'inquadratura). Le morti dell'impiegato nel vagone e del passeggero che tenta la fuga sono plateali, in quanto ispirate al teatro dell'epoca.

## Influenza culturale
- Il successo di The Great Train Robbery ispirò diversi film simili, tra cui The Bold Bank Robbery (1904) e altri due film di Porter, The Hold-Up of the Rocky Mountain Express (1906) e The Life of an American Cowboy (1906). Lo stesso Porter girò poi una parodia del film intitolata The Little Train Robbery (1905), con un cast di soli bambini e in cui un più ampio gruppo di banditi assalta un mini-treno e ruba bambole e caramelle dei passeggeri.[6][12]
- In un episodio del 1966 di Batman intitolato L'ultima scena, la star del cinema muto Francis X. Bushman interpreta un facoltoso collezionista di film che possiede una copia di The Great Train Robbery.[13]
- Secondo lo storico dei media James Chapman, la sequenza gunbarrel dei film di James Bond creata da Maurice Binder presenta grosse analogie con la scena finale di The Great Train Robbery.[14]
- La scena finale del film Quei bravi ragazzi (1990) di Martin Scorsese, che vede Tommy De Vito (interpretato da Joe Pesci) sparare ripetuti colpi in direzione della macchina da presa, è un omaggio alla pellicola.